# John Emsley
John Emsley (1938) è uno scrittore britannico.È un popolare scrittore scientifico britannico, editore e accademico specializzato in chimica. Ha tenuto conferenze presso il King College di Londra per 25 anni e poi è diventato Science Writer (Scrittore Scientifico) in Residence presso l'Imperial College di Londra nel 1990. Dal 1997 al 2002 è stato Science Writer (Scrittore Scientifico) in Residence presso il Dipartimento di Chimica all'Università di Cambridge, in Inghilterra, durante questo periodo cominciò a scrivere la newsletter Chem@Cam .Molti dei suoi libri sono stati tradotti in tedesco.

## Colonna di giornale
Per sei anni Emsley ha scritto una colonna sulla chimica per l'Independent chiamata "Molecola del Mese".

## Libri
- Islington Green: A Book of Revelation 2012
- Nature's Building Blocks: an A-Z Guide to the Elements 2001, 2nd edition 2011.
- A Healthy, Wealthy, Sustainable World, Royal Society of Chemistry, 2010
- Molecules of Murder, Royal Society of Chemistry, 2008
- Better Looking, Better Living, Better Loving Wiley-VCH 2007
- The Elements of Murder, Oxford University Press, 2005
- Vanity, Vitality, and Virility, Oxford University Press, 2004
- Shocking History of Phosphorus, 2000. US Edition The 13th Element: The Sordid Tale of Murder, Fire, and Phosphorus, 2006
- Was it something you ate?, co-author P.Fell, Oxford University Press, 1999
- Molecules at an Exhibition, Oxford University Press, 1998
- The Elements, 3rd edition, Oxford University Press, 1998
- The Consumer's Good Chemical Guide: Separating Facts from Fiction about Everyday Products, W.H. Freeman, 1994. (Winner of the Rhone Poulenc Science Book Prize 1995)